# Predsedniška palača, Hanoj
Vietnamska predsedniška palača (vietnamsko Phủ Chủ tịch), ki je v mestu Hanoj, je trenutno uradna rezidenca predsednika Vietnama. Pred letom 1954 se je imenovala palača generalnih guvernerjev Francoske Indokine (francosko Palais du Gouvernement général de l'Indochine, vietnamsko Phủ Toàn quyền Đông Dương).

## Zgodovina
Zgrajena je bila med letoma 1900 in 1906 za bivanje francoskega generalnega guvernerja Indokine, zgradil pa jo je Auguste Henri Vildieu, uradni francoski arhitekt za Francosko Indokino. Tako kot večina francoske kolonialne arhitekture je tudi palača izrazito evropska. Edina vizualna znamenja, da je sploh v Vietnamu, so drevesa manga, ki rastejo na zemljiščih.
Rumena palača stoji za vrati iz kovanega železa, ki jih obkrožajo stražarnice. Vključuje elemente italijanskega renesančnega oblikovanja, vključno z:
- edikule
- formalni piano nobile, do katerega pridemo po velikem stopnišču
- zlomljeni pedimenti
- klasični stolpci
- quoins

Ko je Vietnam leta 1954 dosegel neodvisnost, naj bi Ho Ši Minh zavrnil življenje v veliki stavbi iz simboličnih razlogov, čeprav je tam še vedno sprejemal državne goste, je na koncu zgradil tradicionalno vietnamsko hišo na kolih in ribnik za krape. Njegova hiša in posestvo sta leta 1975 postala zgodovinsko mesto predsedniške palače.
Palača gosti vladne seje. Ni odprta za javnost, čeprav se lahko za plačilo sprehodi po posestvu.
Ho Ši Minhov mavzolej je v bližini palače.
- Hiša št. 54, kjer je od leta 1954 do 1958 živel in delal predsednik Ho Ši Minh
- Ribnik za krape na ozemlju palače
- Predsedniška palača
- Jedilnica v Ho Ši Minhovi hiši, pritrjeni na predsedniško palačo.
- Spalnica Ho Chi Minhove hiše, ki je povezana s predsedniško palačo.

27. februarja 2019 se je Donald Trump drugič uradno srečal s Kim Jong-unom v predsedniški palači v Hanoju.